# Кинофестивал Люмиер
Кинофестивал Люмиер (на френски: Festival Lumière) е ежегоден филмов фестивал в Лион, Франция. Организиран за първи път през 2009 г., той е кръстен на братята Люмиер, изобретили кинематографа в Лион през 1895 г.
В последния ден от фестивала се връчва наградата „Люмиер“ (на френски: Prix Lumière) на личност със значителен принос и постижения във филмовата индустрия.
От 2011 г. се връчва и Награда „Бернар Шардер“ за филмови критици. От 2014 г. се провежда гласуване между ученици от местните гимназии, вследствие на което се присъжда Наградата на гимназистите. През същата година е въведена наградата „Реймонд Шират“ за заслуги в запазването и предаването на паметта на киното, а през 2016 г. наградата „Фабиен Воние“ е посветена на жените в киното.

## Издания
| Година | Дати             | Носител на наградата „Люмиер“ |
| ------ | ---------------- | ----------------------------- |
| 2009   | 13 – 18 октомври | Клинт Истууд                  |
| 2010   | 4 – 10 октомври  | Милош Форман                  |
| 2011   | 3 – 9 октомври   | Жерар Депардийо               |
| 2012   | 15 – 21 октомври | Кен Лоуч                      |
| 2013   | 14 – 20 октомври | Куентин Тарантино             |
| 2014   | 13 – 19 октомври | Педро Алмодовар               |
| 2015   | 12 – 18 октомври | Мартин Скорсезе               |
| 2016   | 8 – 16 октомври  | Катрин Деньов                 |
| 2017   | 14 – 22 октомври | Уонг Карвай                   |